# Itaca Records
Itaca Records est un label discographique espagnol, basé à Malaga.

## Histoire
Le label est créé en 2011 à Malaga, dans le but d'accueillir les groupes et artistes qui ne trouvent pas leur place sur les labels traditionnels espagnols. La plupart des groupes qui appartiennent à ce label sont des groupes de rock instrumental et de genres connexes tels que le jazz rock et l'electronica,.
Itaca Records publie en 2014 le premier volume de la série Itaca Records Compilations, qui comprend des titres des six groupes qui partagent le label. En septembre 2014, tous les groupes du label sont présentés dans l'émission de radio La Ruleta Rusa, qui a consacré sa 185e émission à Itaca Records. En décembre 2016, Itaca Records annonce l'arrivée du groupe basque Buffalo dans le collectif.

## Groupes et artistes
Ils incluent : Cró!, Commonplaces, GANZ, Kermit, Music Komite, Proyecto Parada, et Buffalo.